# 散点透视
散点透视，是中国画技法中一种透视理论。其观点可以总结为：与西方绘画不同的是，西方绘画注重画面中的一个观察角度的空间纵深，通常只有一个消失点，而中国画中的空间纵深处理往往具有多个消失点，同时也自然具有多个观察角度。 散点透视并非某种投影技法，其对应的绘画方式实际上称为倾斜投影。